# مارلين أهرينس
مارلين أهرينس (بالإسبانية: Marlene Ahrens) هي منافسة ألعاب القوى تشيلية، ولدت في 27 يوليو 1933 في كونثبثيون في تشيلي.

## وصلات خارجية
- مارلين أهرينس على موقع اللجنة الأولمبية الدولية (الإنجليزية)
- مارلين أهرينس على موقع أوليمبيديا (الإنجليزية)